# Meis
Meis là một đô thị trong tỉnh Pontevedra, Galicia, Tây Ban Nha.